# Mozambico ai Giochi della XXVI Olimpiade
Il Mozambico ha partecipato alle Giochi della XXVI Olimpiade di Atlanta, svoltisi dal 19 luglio all'8 agosto 1996, con una delegazione di 3 atleti

## Medagliere
| Atletica leggera | 0 | 0 | 1 | 1 | Totale | 0 | 0 | 1 | 1 |

## Atletica leggera
| Gara  | Atleta                 | Batterie | Batterie | Semifinali | Semifinali | Finale  | Finale |
| Gara  | Atleta                 | Tempo    | Pos.     | Tempo      | Pos.       | Tempo   | Pos.   |
| ----- | ---------------------- | -------- | -------- | ---------- | ---------- | ------- | ------ |
| 800 m | Maria de Lurdes Mutola | 1'58"98  | 2        | 1'57"62    | 1          | 1'58"71 |        |

## Pugilato
| Pesi welter | Lucas Sinoia | Vadim Mezga (Bielorussia) +11-6 |

## Nuoto
| Gara                 | Atleta        | Batterie | Batterie | Semifinali | Semifinali | Finale | Finale |
| Gara                 | Atleta        | Tempo    | Pos.     | Tempo      | Pos.       | Tempo  | Pos.   |
| -------------------- | ------------- | -------- | -------- | ---------- | ---------- | ------ | ------ |
| 100 m dorso maschili | Leandro Jorge | 1'03"86  | 48       |            |            |        |        |